# Flogging Molly
Flogging Molly — музичний гурт, що грає кельтік-панк, заснований у Лос-Анджелесі 1997 року. Фронтменом гурту є ірландський вокаліст Дейв Кінг, засновник хард-рок гурту Fastway. Гурт видає свої записи на власному лейблі, Borstal Beat Records.
Пісню гурту «If I Ever Leave This World Alive» було використано в кінодрамі «P. S. Я кохаю тебе».

## Склад
- Дейв Кінг — вокал, гітара, бойран
- Денніс Кейсі — гітара
- Мет Хенслі — акордіон, клавішні
- Натен Максвел — бас-гітара
- Бріджет Реган — скрипка, вістл, гітара
- Роберт Швіндт — мандоліна, банджо
- Джордж Швіндт — ударні, перкусія

## Дискографія

### Альбоми
- Swagger (2000)
- Drunken Lullabies (2002)
- Within a Mile of Home (2004)
- Float (2008)
- The Speed of Darkness (2011)
- Life Is Good (2017)